# Albert Wills McIntire
Albert Wills McIntire (Pittsburgh, 15 gennaio 1853 – Colorado Springs, 31 gennaio 1935) è stato un politico statunitense, membro del Partito Repubblicano e governatore del Colorado dal 1895 al 1897.